# Ceteris paribus
Ceteris paribus (или caeteris paribus, произн. „цѐтерис па̀рибус“) е често използван в процесите анализ и синтез латински израз, означаващ „при допускане, че всички други условия, освен (по-рано) посочените, остават непроменени (идентични)“. Кратката формулировка е „при равни други условия“. Този израз се използва като указание, че дадена промяна има точно определено следствие, ако другите фактори, също влияещи върху следствието, останат непроменени (константни). Или, казано с други думи, изменят се само изследваните явления и взаимовръзки, а всички останали явления и взаимовръзки се приемат за неизменни.
Икономиката е сред областите, където най-често се използва уговорката „при равни други условия“. Предположението се използва за опростяване на формулировката и описанието на икономическите ефекти и последствия. Например в дефиницията „Увеличението на работните заплати ceteris paribus води до повишаване на покупателната способност.“ с „ceteris paribus“ указваме, че твърдението е вярно при положение, че допълнителните фактори (например инфлацията), влияещи върху покупателната способност, останат непроменени.